# Tokyo Twin Parks Towers
Tokyo Twin Parks Towers (東京ツインパークス・レフトウイング) est un complexe de tours jumelles construit à Tokyo de 1999 à 2002 dans le district de Minato-ku, mesurant 165 mètres de hauteur.
L'ensemble est composée de deux tours;
- Right Wing
- Left Wing
La surface de plancher de chaque tour est de 149 209 m2 pour 500 logements.
Les immeubles ont été conçus par la société Mitsubishi Estate Co..